# 諸岡英実
諸岡 英実（もろおか えみ、1994年（平成6年）9月5日 - ）は、日本の政治家。立憲民主党所属。愛知県小牧市議会議員（1期）。かつて立憲民主党の山尾志桜里衆議院議員(当時)の秘書を務め、2019年の小牧市議会議員初当選時には立憲民主党の松田功衆議院議員(当時)の秘書を務めている。

## 経歴
愛知県小牧市生まれ。小牧市立本庄小学校と小牧市立味岡中学校を経て、2012年（平成24年）3月、学校法人尾関学園誉高等学校卒業。
母の影響で役者の道を進んでいたが、2011年（平成23年）の東日本大震災をきっかけに社会問題に目を向け始めた。2015年（平成27年）夏には名古屋大学大学院生らとともに「Demo sKratia」という団体を結成し、8月23日には安全保障関連法案に反対する初のデモを開催、その後も安全保障関連法案や憲法改正にかかわるデモを企画した。
2019年（令和元年）には小牧市議会議員選挙（定数25）に立候補し、34人の候補者中7番目の1913票を獲得して初当選した。諸岡は同年9月5日に25歳となり、公職選挙法による被選挙権を得たばかりだった。2018年（平成30年）夏の全国市議会議長会の調査によると、全国の市議会議員約1万9000人の平均年齢は59.6歳であり、30歳未満の女性市議会議員は8人のみだった。10月1日に行われた当選証書授与式では、「25歳なりの目線を大切にして活動していく」と述べている。市議会内会派としては新たに結成された新政こまきに参加した。同年11月18日には名古屋市立富田高等学校で、高校生の政治参加意識をはぐくむための主権者教育に関する授業に参加した。

## 出演履歴
- 2007年（平成19年） - 丸美屋食品ミュージカル「アニー」にジュライ役として出演[8]。
- 2010年（平成22年） - 俳優館ファミリーミュージカル「アンデルセンものがたり」に醜いアヒルの子（成鳥）として出演。
- 2012年（平成24年） - 3D CG映画「ハプニングスター」（2012年7月21日公開）のポモ役として出演（声の出演）[9]。

## 政歴
- 2019年（令和元年）
  - 9月29日 - 小牧市議会議員選挙に立候補し初当選。
- 2023年（令和5年）
  - 10月1日 - 小牧市議会議員選挙に立候補し再選。トップ当選。